# Dan Zamfirescu (politician)
Dan Dumitru Zamfirescu (n. 1 noiembrie 1953, Craiova) este un politician român.
În 1977 a absolvit Academia de Studii Economice din București. Timp de trei ani a fost un cercetător în economie. Apoi, până în 1990 a fost ofițer de Securitate. În 2002 a devenit membru al Partidului România Mare (PRM). La alegerile parlamentare din 2004, Zamfirescu a obținut un mandat de deputat, ales pe listele PRM. La alegerile europarlamentare din 2009, a candidat pe listele PRM, clasându-se pe poziția a 7-a.
La 9 ianuarie 2013 el a devenit europarlamentar de România, înlocuit fiind de George Becali, deputat în parlamentul național. El a rămas un deputat neafiliat. S-a remarcat prin faptul că, de-a lungul mandatului său, nu a luat niciodată cuvântul și a votat „Da” pentru absolut toate propunerile, indiferent dacă se aflau în conflict unele cu altele, ceea ce a atras atenția ziariștilor de la Der Spiegel.